# Châtelain (Mayenne)
Châtelain ist eine französische Gemeinde mit 464 Einwohnern (Stand: 1. Januar 2022) im Département Mayenne in der Region Pays de la Loire; sie gehört zum Arrondissement Château-Gontier und zum Kanton Château-Gontier-sur-Mayenne-1. Die Einwohner der Gemeinde werden Castelinois genannt.

## Geographie
Châtelain liegt etwa 37 Kilometer nordnordwestlich von Angers. Umgeben wird Châtelain von den Nachbargemeinden Gennes-Longuefuye im Norden, Bierné-les-Villages im Osten und Süden, Coudray im Südwesten sowie Château-Gontier-sur-Mayenne im Westen und Nordwesten.

## Bevölkerungsentwicklung
| Jahr                       | 1793 | 1800 | 1876 | 1901 | 1962 | 1968 | 1975 | 1982 | 1990 | 1999 | 2006 | 2019 |
| -------------------------- | ---- | ---- | ---- | ---- | ---- | ---- | ---- | ---- | ---- | ---- | ---- | ---- |
| Einwohner                  | 641  | 541  | 537  | 513  | 394  | 401  | 328  | 341  | 393  | 404  | 467  | 455  |
| Quellen: Cassini und INSEE |      |      |      |      |      |      |      |      |      |      |      |      |

## Sehenswürdigkeiten

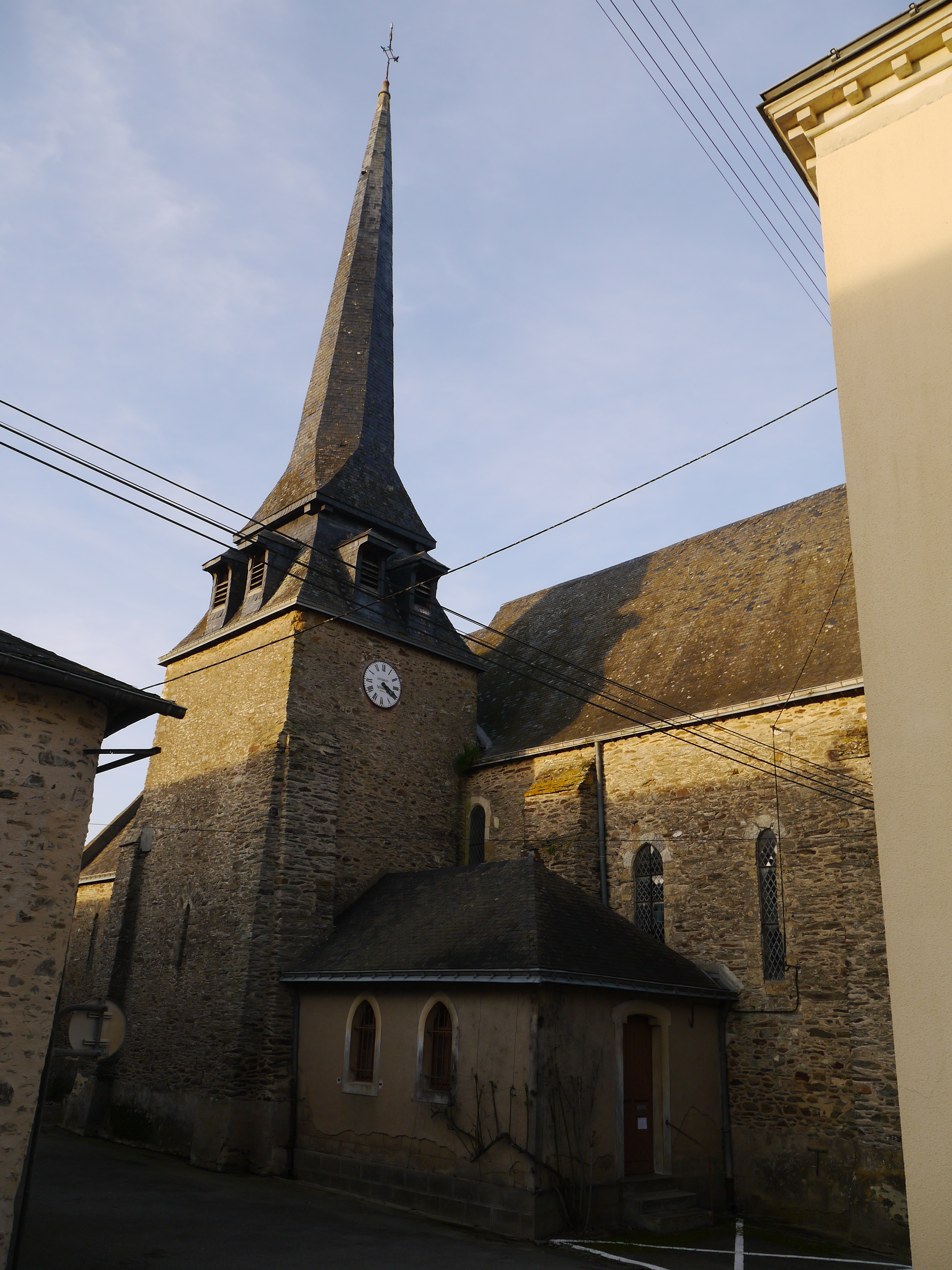
Kirche Saint-Maurice

- Kirche Saint-Maurice